# Joseph E. Gallagher
Joseph E. Gallagher, spesso accreditato come Joe E. Gallagher o Joe Gallagher (New York, 11 novembre 1964), è un direttore della fotografia statunitense.
Nel 2007 ha ottenuto una candidatura ai premi Emmy grazie al suo lavoro per la serie televisiva Deadwood.

## Filmografia

### Direttore della fotografia
- Deadwood, serie TV, 9 episodi (2005-2006)
- Vanished, serie TV, 12 episodi (2006)
- John from Cincinnati, serie TV, 10 episodi (2007)
- Good Behavior, regia di Charles McDougall – film TV (2008)
- Easy Money, serie TV (2008)
- True Blood, serie TV, 2 episodi (2009)
- Falling Up, regia di David M. Rosenthal (2009)
- Lie to Me, serie TV, 17 episodi (2009-2010)
- Law & Order: Los Angeles, serie TV, 18 episodi (2010-2011)
- The Playboy Club, serie TV, 4 episodi (2011)